# Konkurs (úpadkové řízení)
Konkurs je v českém právu jedním ze způsobů řešení majetkového úpadku, předlužení fyzické nebo i právnické osoby, či už podnikající nebo nepodnikající. Jde o speciální druh soudního řízení, při němž je zpeněžen majetek dlužníka a výtěžek je rozdělen mezi jeho věřitele. Samotný výraz konkurs pochází z latinského concursus creditorum, což znamená sběh věřitelů.
Konkurs je v současné době upraven v zákoně č. 182/2006 Sb., o úpadku a způsobech jeho řešení (insolvenční zákon), ve znění pozdějších předpisů. O prohlášení konkursu rozhoduje insolvenční soud na návrh věřitele nebo i dlužníka. Po prohlášení konkursu se dlužník označuje stále jako dlužník a na jeho právním postavení se v zásadě nic nemění. Prohlášením konkursu však přechází oprávnění nakládat s jeho majetkem na soudem ustanoveného insolvenčního správce (účinky nastávají zveřejněním v insolvenčním rejstříku), který má za úkol jej zpeněžit v dražbě nebo i jiným způsobem a uspokojit tak pohledávky věřitelů, stejně jako náklady konkursu. Majetkovou podstatu tvoří veškerý majetek dlužníka. Konkurs končí zrušením ze strany insolvenčního soudu, pokud však majetek dlužníka, podnikatele, k uspokojení věřitelů nepostačoval, následuje poté jeho zánik výmazem z obchodního rejstříku.